# Patrick Staub
Pour les articles homonymes, voir Staub.
Patrick Staub, (né le 5 juin 1967 à Gstaad), est un skieur alpin suisse qui a mis fin à sa carrière sportive à la fin de la saison 1996.

## Coupe du Monde
- Meilleur classement final: 26e en 1992.
- Meilleur résultat: 4e.